# Thỏ bụi rậm San Jose
Sylvilagus mansuetus là một loài động vật có vú trong họ Leporidae, bộ Thỏ. Loài này được Nelson mô tả năm 1907.